# Metastaze
 Ovo je glavno značenje pojma Metastaze. Za ostala značenja pogledajte Metastaze (razdvojba).
Metastaze su stanice zloćudnih tumora koje su se proširile iz primarnog dijela raka. 
Najčešće se proširuju krvotokom, limfnim putovima i lokalnom infiltracijom te mogu zahvatiti više organa. 
Osim toga, širenje je moguće i kroz tjelesne šupljine i neposredno presađivanjem (mehanički).  Simptomi metastaziranog raka ovise o pogođenoj lokaciji i veličini metastaza. Iako je bol u tom području moguć, nije nužno i prvi simptom. Neki bolesnici nemaju nikakve simptome pa se kod njih metastaze otkivaju ciljanim dijagnostičkim postupcima.
Kad se velik broj zloćudnih stanica nakupi na jednom mjestu dolazi do metastaze. Pojava metastaza nosi sa sobom lošiju prognozu u većini slučajeva.